# Rybno (powiat świecki)
Rybno – osada leśna kociewska w Polsce, położona w województwie kujawsko-pomorskim, w powiecie świeckim, w gminie Warlubie, nad jeziorem Rybno Duże i przy trasie drogi wojewódzkiej nr 238.

## Podział administracyjny
W latach 1975–1998 miejscowość należała administracyjnie do województwa bydgoskiego.